# Bern (kanton)
Bern (Duits: Bern; Frans: Berne; Italiaans Berna; Reto-Romaans: Berna) is een kanton in het midden van Zwitserland.
De gelijknamige stad Bern is de hoofdstad van het kanton en tevens de bondsstad van Zwitserland.
De inwoners van het kanton zijn hoofdzakelijk gereformeerd.

## Geschiedenis
De geschiedenis van het kanton begon met de stichting van de stad door Hertog Berchtold V van Zähringen in 1191. De expansie van de stad begon in de 14e eeuw en in 1353 sloot Bern zich aan bij de Zwitserse Eedgenootschap. In 1415 veroverde het samen met de eedgenoten Aargau op de Habsburgers. Tijdens de Bourgondische oorlogen veroverde het kanton gebieden in Romandië. In 1528 vond de Reformatie plaats en in 1536 werd Vaud aan het grondgebied toegevoegd. Het oude Bern ging ten onder na het uitroepen van de Helvetische Republiek in 1798. Na deze tijd werden Aargau en Vaud onafhankelijke kantons in de nieuwe bondsstaat, waarvan in 1848 de stad Bern tot hoofdstad werd gekozen. In 1979 scheidden de districten Delémont, Porrentruy en Franches-Montagnes zich van Bern af om een eigen kanton te vormen: Jura. In 1994 sloot het district Laufental zich aan bij het kanton Basel-Landschaft.

## Geografie
Het Kanton Bern grenst (met de klok mee) aan: Jura, Solothurn, Aargau, Luzern, Obwalden, Nidwalden, Uri, Wallis, Vaud, Fribourg en Neuchâtel. Kanton Bern ligt midden in Zwitserland en wordt door geen ander land begrensd.
In het noorden van het kanton ligt de Berner Jura (het Franstalige deel) met als hoofdstad Moutier.
Op 31 december 2023 telt het kanton 1.063.533 inwoners voor een oppervlakte van 5.958,81 km2 (dichtheid 178 inw/km2) en is daarmee zowel naar inwoners als naar oppervlakte het op een na grootste kanton.
Reliëf
In het zuiden van het kanton is er duidelijk meer reliëf: het hooggebergte van de Berner Alpen. Het hoogste punt binnen het kanton is de Finsteraarhorn met 4274 meter.
Andere bekende toppen:
- Blüemlisalphorn
- Breithorn (Lauterbrunnen)
- Breithorn (Lötschental)
- Dammastock
- Eiger
- Faulhorn
- Jungfrau
- Mönch
- Schreckhorn
- Wetterhorn
- Wildstrubel

Belangrijke meren
- Meer van Biel
- Meer van Brienz
- Meer van Thun
- Wohlenmeer
- Oeschinenmeer
- Meer van Neuchâtel

Natuurkundige gebergten en streken
- Alpen
- Jura
- Berner Alpen
- Emmental
- Middenland
- Simmendal

## Demografische evolutie van het kanton
Bron: https://www.bfs.admin.ch/bfs/de/home/statistiken/bevoelkerung/stand-entwicklung.assetdetail.32229209.html

## Talen
Bern is grotendeels Duitstalig. In het noordwesten spreekt men in enkele gemeenten Frans in de Berner Jura.
Moedertaal (2003):
- Duits: 83,8%
- Frans: 7,8%
- Italiaans: 2,8%
- andere talen: 5,6%

12,3% van de bevolking van het kanton heeft geen Zwitsers paspoort (2002).

## Plaatsen en gebieden
Belangrijkste plaatsen in kanton Bern (2023):
- Bern, 136.988 inwoners
- Biel/Bienne, 55.932 inwoners
- Thun, 43.905 inwoners
- Köniz, 42.958 inwoners
- Ostermundigen, 18.195 inwoners
- Burgdorf, 17.119 inwoners
- Steffisburg, 16.467 inwoners
- Langenthal, 16.077 inwoners
- Muri bei Bern, 12.530 inwoners
- Spiez, 13.190 inwoners
- Worb, 11.526 inwoners
- Ittigen, 11.628 inwoners
- Lyss, 16.406 inwoners
- Münsingen, 13.113 inwoners

Wintersportplaatsen in Bern zijn o.a. Wengen, Adelboden, Hasliberg en Gstaad.

## Transport
Er is een kleine internationale luchthaven in hoofdstad Bern, Flughafen Bern-Belp. Verder is er een goed netwerk van spoorwegen, rivieren (Saane en Aare) en verharde wegen. Belangrijke wegen zijn de A1 en de A6, de belangrijkste spoorwegverbindingen, waaronder de spoorlijn Spiez - Brig die Bern met de Rhonevallei en Italië verbindt, worden beheerd door de BLS AG.

## Toerisme
De oude binnenstad van Bern is een werelderfgoed. De grootste verzameling van werken van Paul Klee bevindt zich in Bern. Rondom de meren zijn mogelijkheden voor ontspanning, op de meren voor de watersport. Het Berner Oberland heeft mogelijkheden voor wintersport en wandelingen.

## Districten
Op 1 januari 2010 heeft er een bestuurlijke herindeling van de districten van het kanton Bern plaatsgevonden. Sinds die tijd is het kanton onderverdeeld in 10 districten (Verwaltungskreis) in plaats van 26 districten (Amtsbezirk), die op hun beurt weer deel uitmaken van 5 regio's (Verwaltungsregion).
| Nieuwe district (Verwaltungskreis) | Hoofdstad           | Regio (Verwaltungsregion) | Voormalige districten (Amtsbezirk)                                                                        |
| ---------------------------------- | ------------------- | ------------------------- | --- |
| Bern-Mittelland                    | Ostermundigen       | Bern-Mittelland           | geheel Bern, Konolfingen, Laupen en Schwarzenburg en delen van Aarberg, Burgdorf, Fraubrunnen en Seftigen |
| Biel/Bienne                        | Biel/Bienne         | Seeland                   | geheel Biel en delen van Büren en Nidau                                                                   |
| Emmental                           | Langnau im Emmental | Emmental-Oberaargau       | delen van Burgdorf, Signau en Trachselwald                                                                |
| Frutigen-Niedersimmental           | Frutigen            | Oberland                  | geheel Frutigen en delen van Niedersimmental                                                              |
| Interlaken-Oberhasli               | Interlaken          | Oberland                  | geheel Interlaken en Oberhasli                                                                            |
| Jura bernois                       | Courtelary          | Jura Bernois              | geheel Courtelary, Moutier en La Neuveville                                                               |
| Oberaargau                         | Wangen an der Aare  | Emmental-Oberaargau       | geheel Aarwangen en Wangen en een deel van Trachselwald                                                   |
| Obersimmental-Saanen               | Saanen              | Oberland                  | geheel Obersimmental en Saanen                                                                            |
| Seeland                            | Aarberg             | Seeland                   | geheel Erlach en delen van Aarberg, Büren, Fraubrunnen en Nidau                                           |
| Thun                               | Thun                | Oberland                  | geheel Thun en delen van Niedersimmental en Seftigen                                                      |

### Voormalige districten
Van 1994 tot en met 2009 was het kanton Bern onderverdeeld in de volgende districten:
- Aarberg
- Aarwangen
- Bern
- Biel
- Büren
- Burgdorf
- Courtelary
- Erlach
- Fraubrunnen
- Frutigen
- Interlaken
- Konolfingen
- Laupen
- Moutier
- La Neuveville
- Nidau
- Niedersimmental
- Oberhasli
- Obersimmental
- Saanen
- Schwarzenburg
- Seftigen
- Signau
- Thun
- Trachselwald
- Wangen

Aarberg · Aarwangen · Bern · Biel · Büren · Burgdorf · Courtelary · Erlach · Fraubrunnen · Frutigen · Interlaken · Konolfingen · Laupen · Moutier · La Neuveville · Nidau · Niedersimmental · Oberhasli · Obersimmental · Saanen · Schwarzenburg · Seftigen · Signau · Thun · Trachselwald · Wangen
Aargau · Appenzell Ausserrhoden · Appenzell Innerrhoden · Basel-Landschaft · Basel-Stadt · Bern · Fribourg · Genève · Glarus · Graubünden · Jura · Luzern · Neuchâtel · Nidwalden · Obwalden · Sankt Gallen · Schaffhausen · Schwyz · Solothurn · Thurgau · Ticino · Uri · Vaud · Wallis · Zug · Zürich